# Ameur
Ameur (àrab عامر) és una comuna rural de la prefectura de Salé de la regió de Rabat-Salé-Kenitra. Segons el cens de 2014 tenia una població total de 46.590 persones.